# Helicodontium applanatum
Helicodontium applanatum là một loài Rêu trong họ Myriniaceae. Loài này được (Thwaites & Mitt.) A. Jaeger mô tả khoa học đầu tiên năm 1878.